# Färgeriet Nya Blå Hand

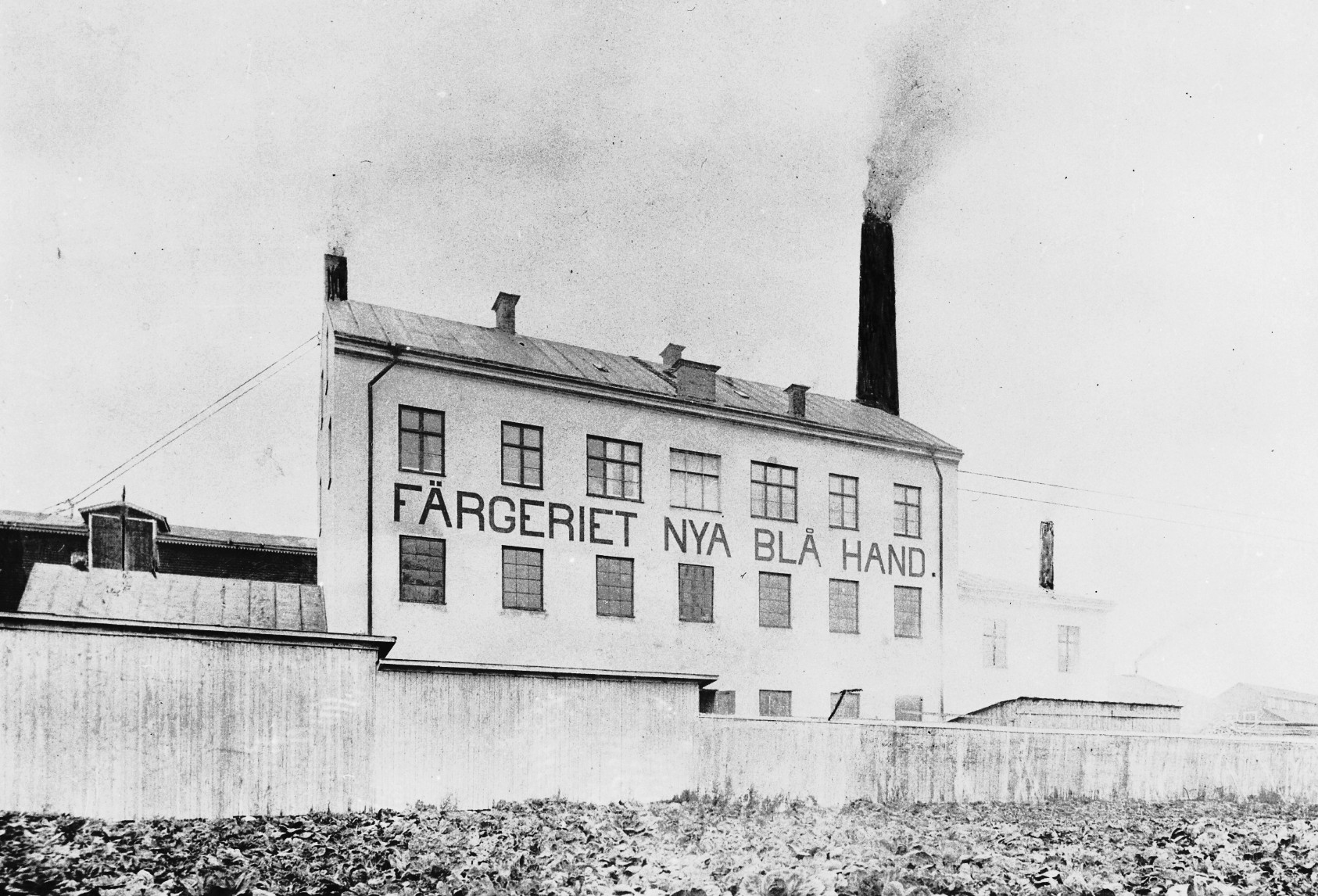
Färgeriet Nya Blå Hand, i Kvarteret Färgeriet omkring 1900.

Nya Blå Hand var namnet på ett färgeri som låg i kvarteret Färgeriet i Liljeholmen i södra Stockholm. Rörelsen gav upphov till kvartersnamnet Färgeriet. Det fanns även en färgeriverksamhet med liknande namn som var verksam under cirka 200 år i kvarteret Gripen på Norrmalm.

## Historik

### Tiden före Liljeholmen

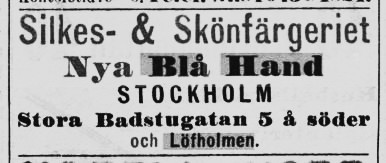
Tidningsannons från 1885.

Färgeriet och tvätteriet Nya Blå Hand hade sitt ursprung i den rörelse som etablerades 1858 av färgaren Anders Petter Andersson. Verksamheten bedrevs ursprungligen på Bellmansgatan på Södermalm. År 1865 flyttades färgeriet till Stora Bastugatan 5 i kvarteret Överkikaren (motsvarar ungefär nuvarande Guldgränd 5). I trakten kring Stora Bastugatan och kvarteret Guldfjärden fanns färgerier under lång tid, de äldsta redan före 1750-talet.
I samband med flytten till Stora Bastugatan bildades även firmanamnet "Nya Blå Hand". Företagsnamnet hade lånats från ett färgeri vid namn Blå Hand (eller "Den Blå Hand") som hade etablerats i slutet av 1600-talet i kvarteret Gripen vid dagens Mäster Samuelsgatan på Norrmalm och var kvar där i olika former fram till 1880-talet. Det märkliga namnet Blå Hand förklaras med att färgarna fick blåfärgade händer när de arbetade med färgämnet indigo. Den blåa handen var under flera hundra år ett sorts kännetecken för färgeriyrket.
Från 1870-talet benämndes verksamheten som "Ångfärgeriet Nya Blå Hand". År 1882 inträdde den från Schweiz invandrade Joseph Jacob Degen (1839–1896) som ny ägare till rörelsen vilken då gick under namnet "A.P. Andersson & Komp., Konst- och Skönfärgeriet Nya Blå Hand". Konst- och Skönfärgeriet Nya Blå Hand hade butiker på bland annat Hornsgatan, Smålandsgatan, Linnégatan och Tomtebodagatan samt filialer i flera svenska städer.

### Tiden i Liljeholmen

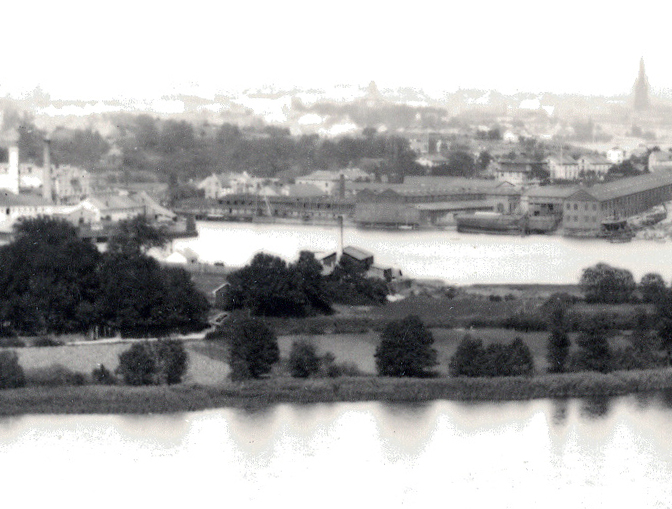
Det första färgeriet i kvarteret Lövholmen, 1885-1896. I förgrunden sjön Trekanten.

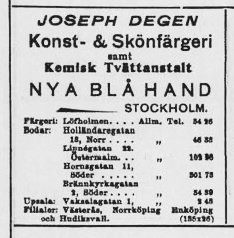
Tidningsannons från 1900.

Omkring 1885 flyttades färgeriet, då under namnet "Konst- & Skönfärgeriet & Kemiska Tvättanstalten Nya Blåhand", till området Lövholmen i Liljeholmen. Det första färgeriet låg på en tomt nära Liljeholmsviken i nuvarande kvarteret Lövholmen. 1890 registrerades firmanamnet "Nya Blå Hand Joseph Degen" (ombildat till aktiebolag 1899). 
Efter Degens död 1896 övertogs rörelsen av hans änka Emma Christina Degen. Samma år uppfördes en nybyggnad vid Lövholmsgränd i kvarteret Färgeriet (dåvarande fastigheten Färgeriet 3). På färgeritomten vid Liljholmsviken etablerade sig sedan A.W. Friestedts fabriksaktiebolag som bland annat producerade benmjöl. 
Nybyggnaden vid Lövholmsgränd var ett ljusputsat trevåningshus som, efter franskt mönster, förutom själva färgeriet även inrymde kemisk tvättanstalt, strykinrättning, appreteringsrum, mönstertryckning av tyger, pressningsapparat för herrkläder samt en avdelning för hemfärgning. På fasaden stod i stora bokstäver "FÄRGERIET NYA BLÅ HAND". Av äldre fotografier att döma sysselsatte verksamheten minst tjugo anställda.
År 1901 försattes Nya Blå Hand i konkurs. Bakgrunden till detta var att ekonomiska oegentligheter (förfalskad bokföring och stora skulder) upptäckts inom bolaget vilka gick tillbaka flera år i tiden. Den huvudmisstänkta, verkställande direktören Joseph Degen (son till Joseph Jacob Degen), flydde landet i samband med att utredningen startade. Företaget kunde dock rekonstrueras och 1910 annonserade man i Stockholms adresskalender att "Aktiebolaget Nya Blå Hand" hade inlämningsställen på Holländargatan, Birgerjarlsgatan, Brännkyrkagatan och Hornsgatan samt fabrik på Lövholmen. Anläggningen på Lövholmen var i drift åtminstone till cirka 1963. Byggnaden finns avbildad på ett fotografi från 1966 och revs samma år när Lövholmsgränd fick en ny sträckning.

## Referenser

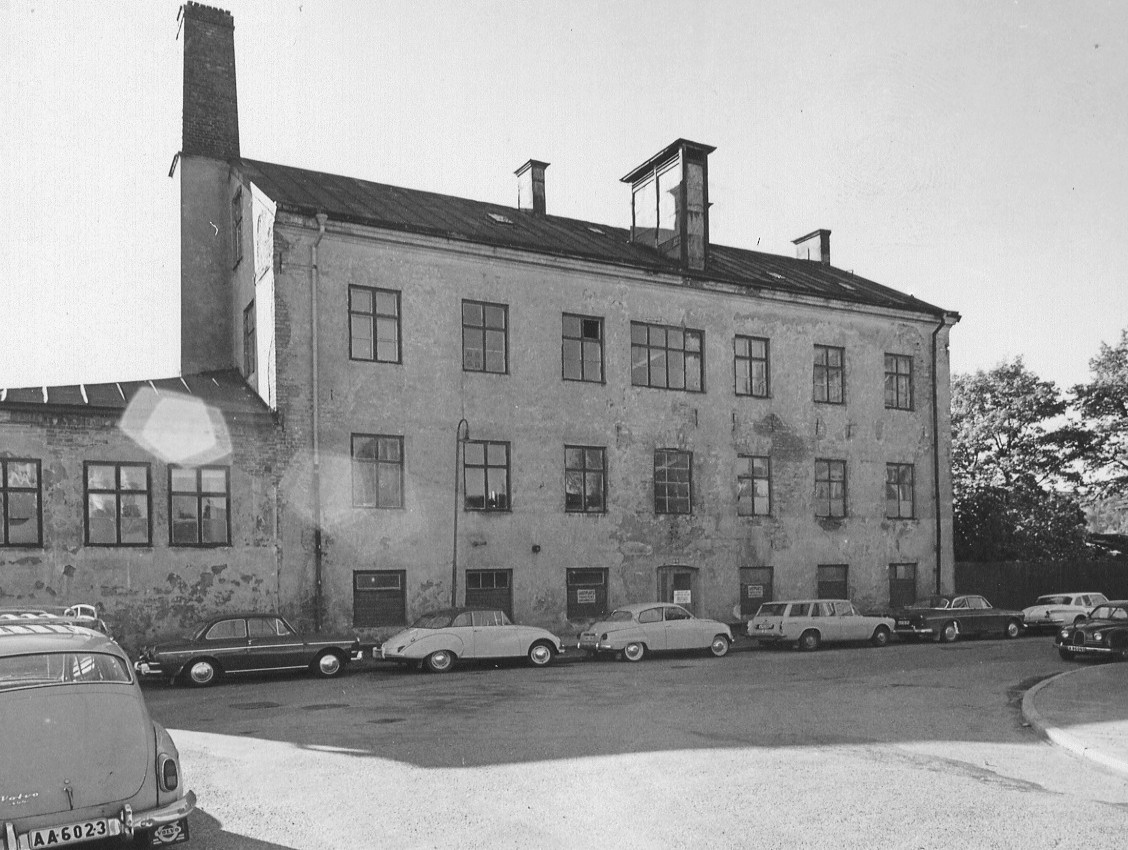
Färgeribyggnaden vid Lövholmsgränd kort före rivningen 1966.

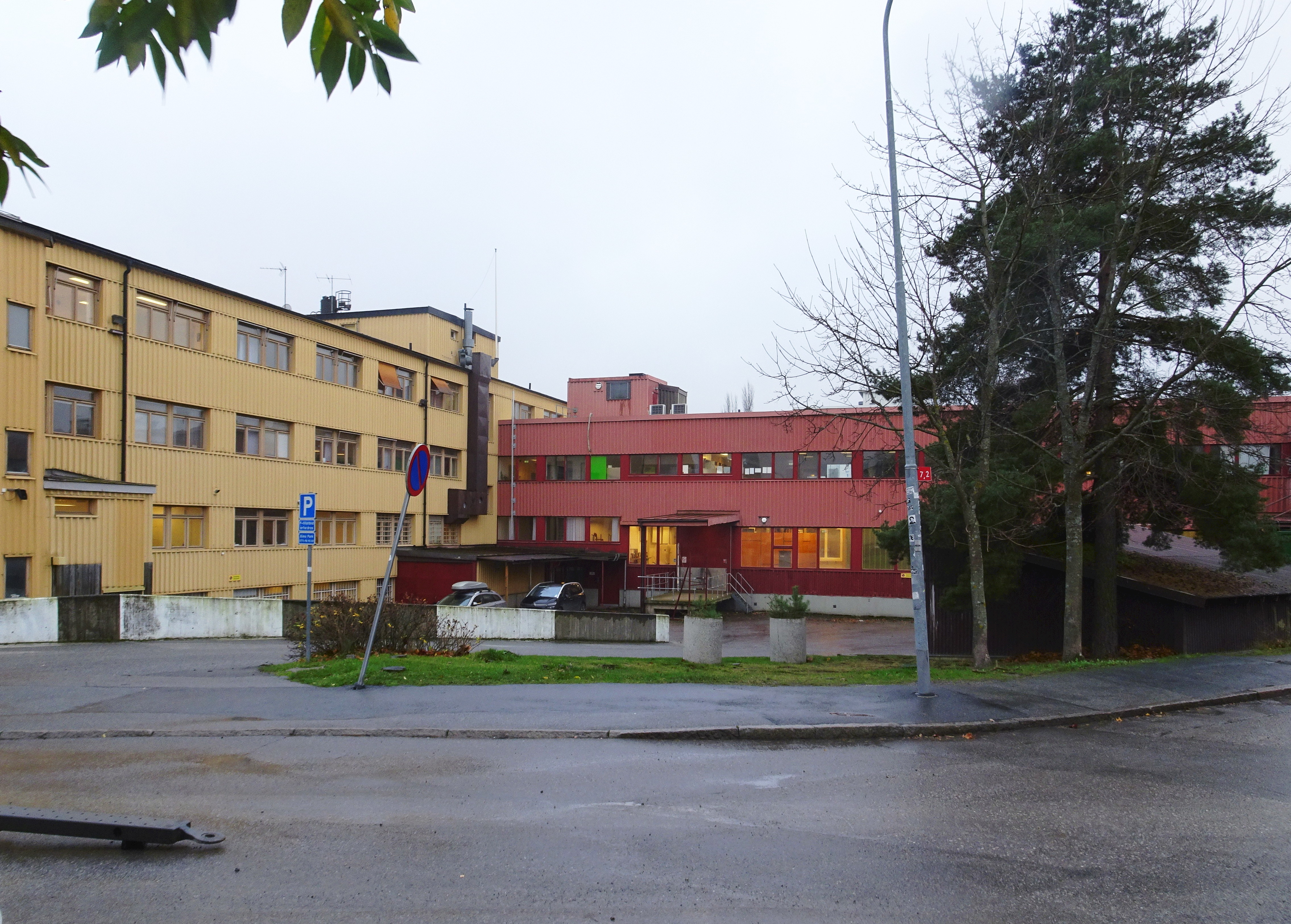
Platsen i november 2020.

### Interiörbilder, omkring 1900

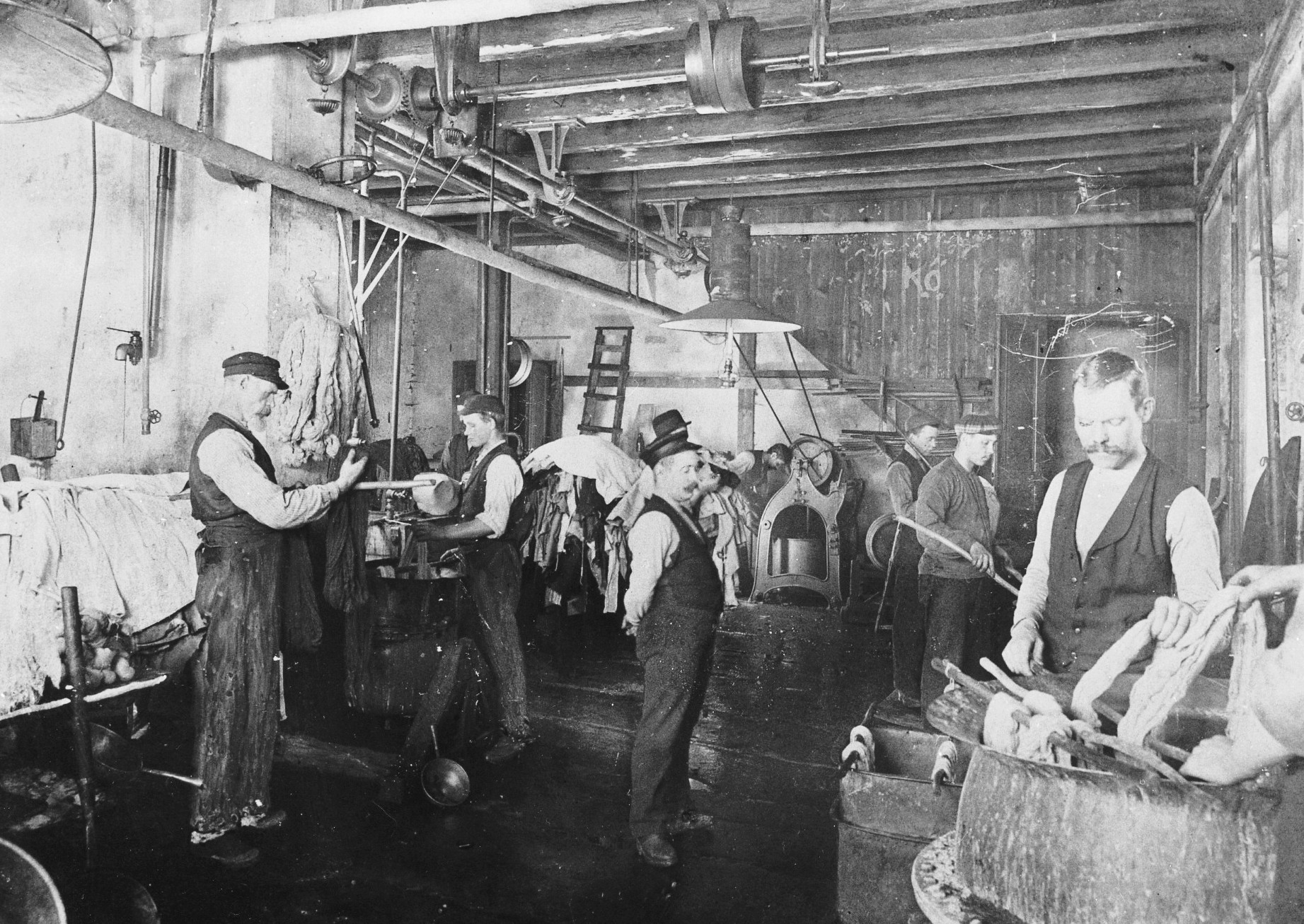
Färgeriavdelningen.
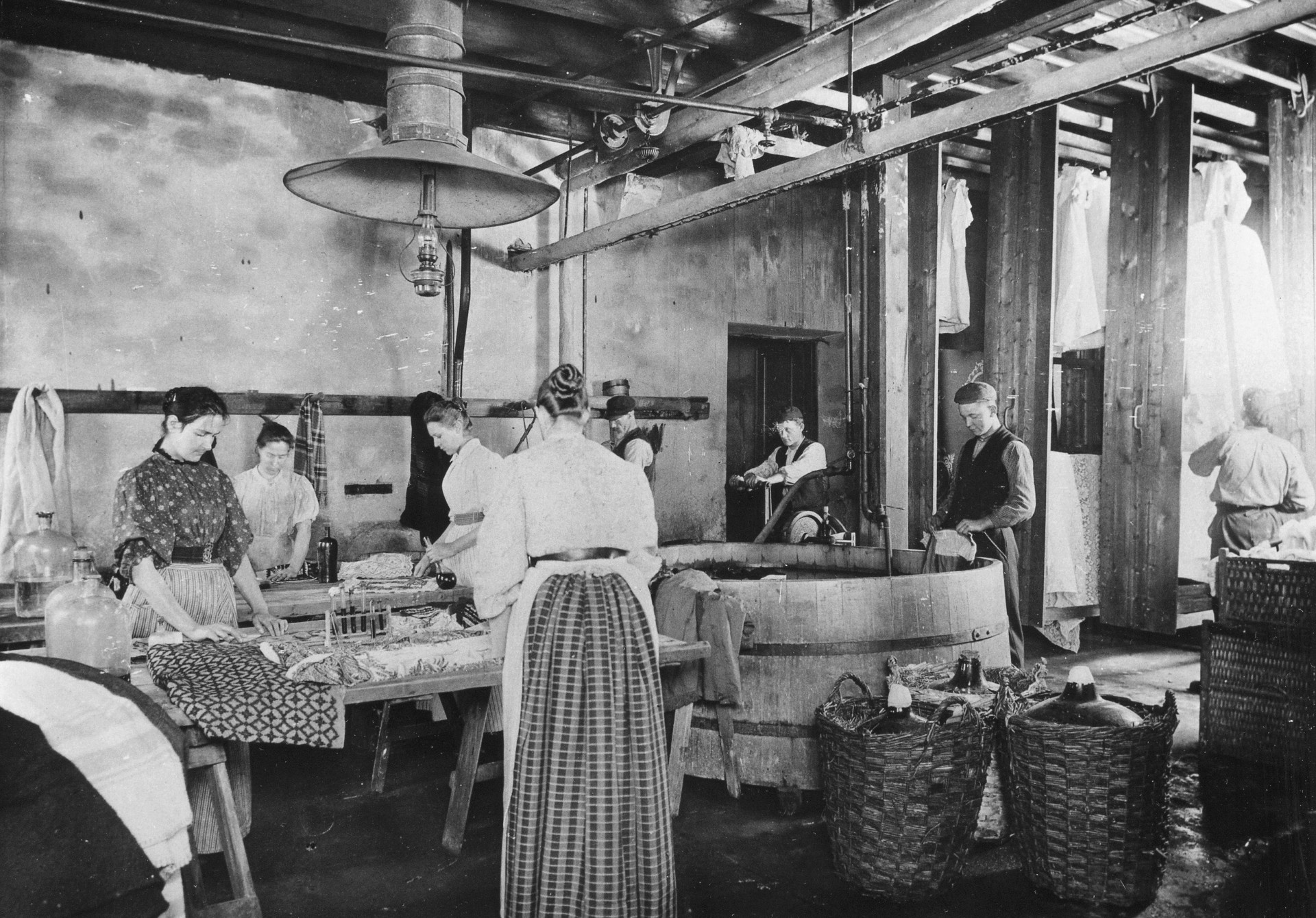
Färgeriavdelningen.
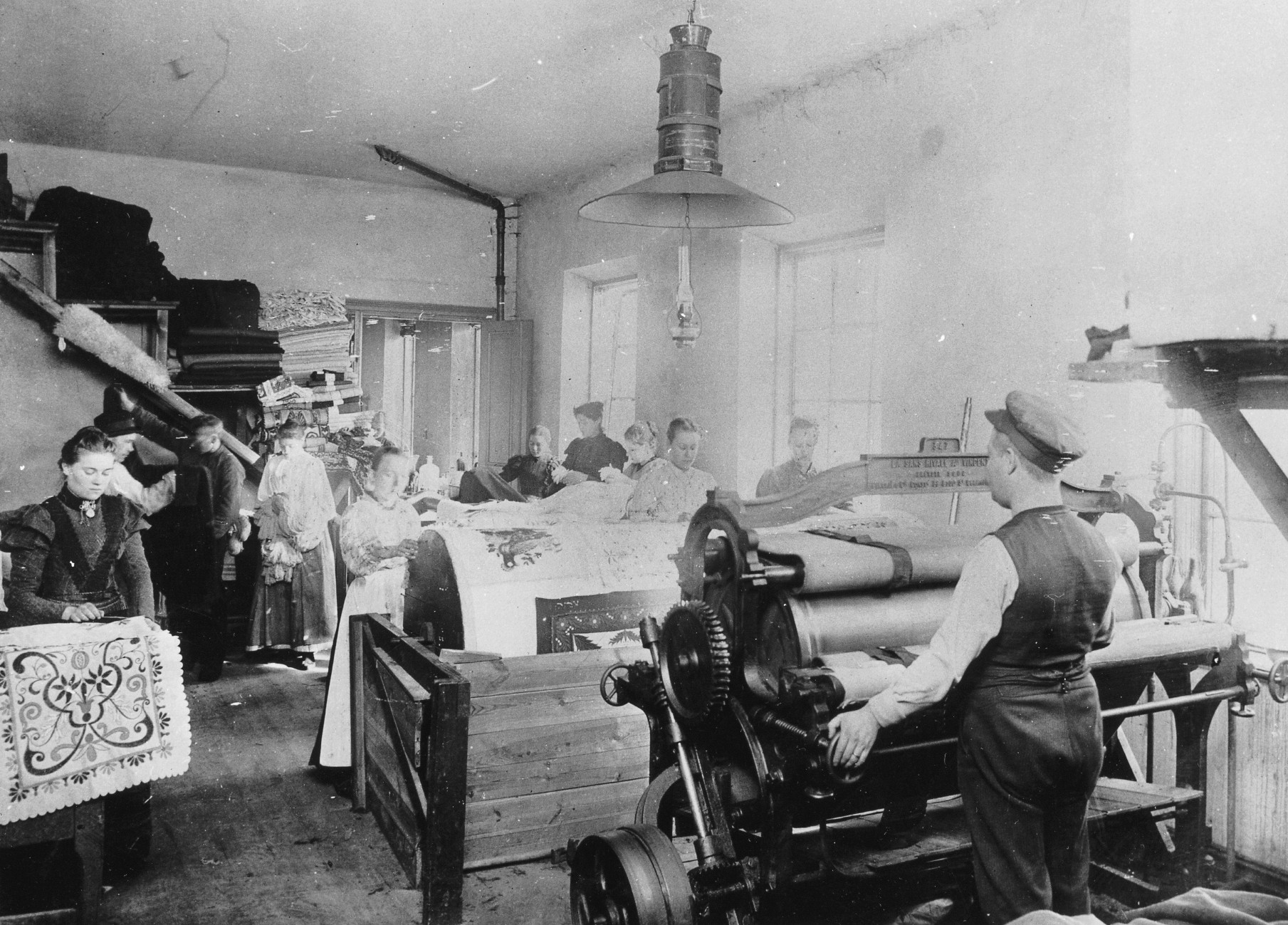
Mangelavdelningen.
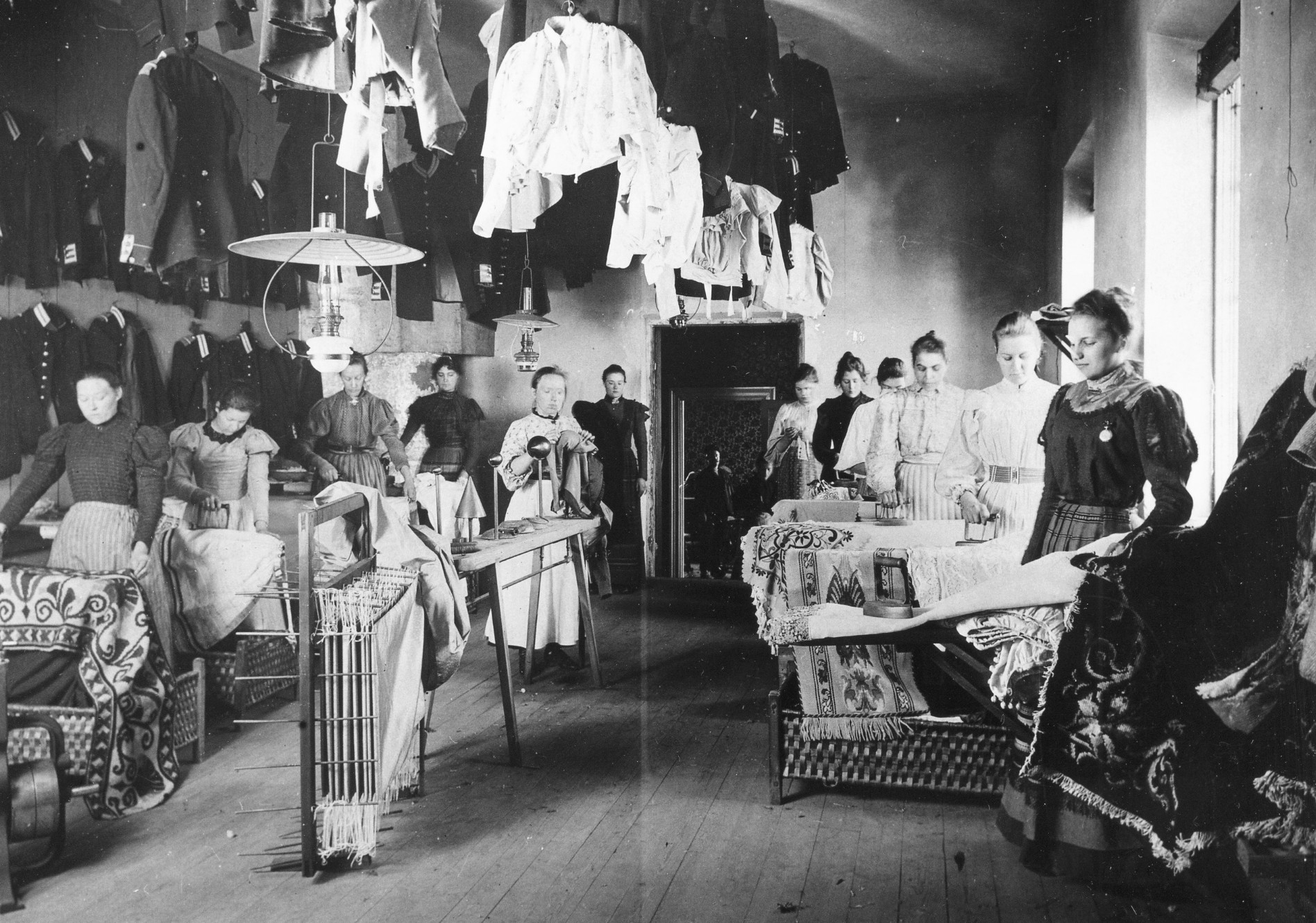
Press- och stryksal.